# Nafissatou Dia Diouf

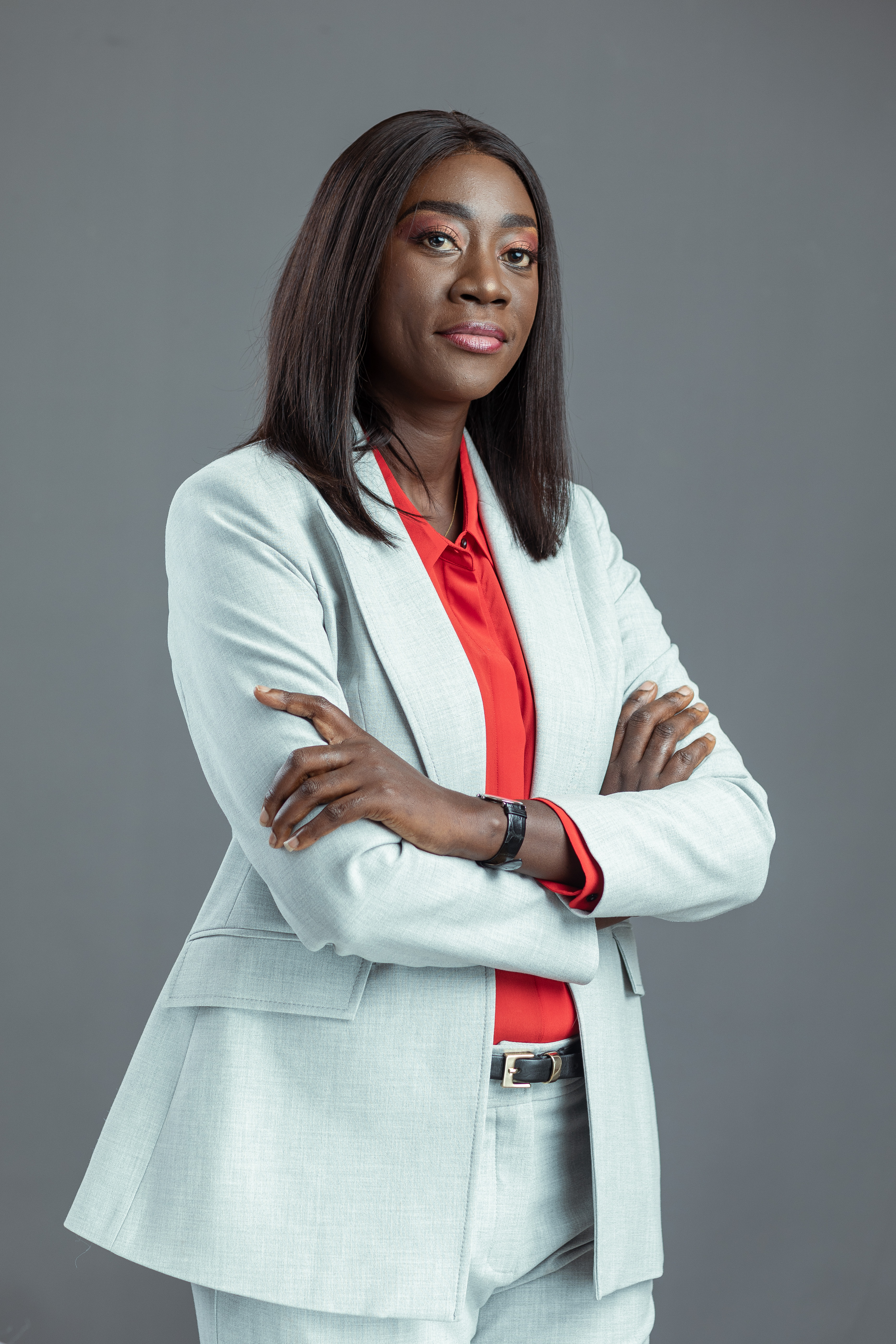
Nafissatou Dia Diouf, 2021

Nafissatou Dia Diouf (* 11. September 1973 in Dakar) ist eine senegalesische Autorin, die in französischer Sprache schreibt.
Ihr Vater war Diplomat und die Mutter war Lehrerin. Sie studierte Angewandte Fremdsprachen und Außenhandel an der Universität Michel de Montaigne Bordeaux III und hat einen Master in Industrielogistik.

## Ehrungen/Preise
- Preis junger frankophoner Autoren, Frankreich, 1999
- Preis Francomania, Kanada, 2000
- Stiftung Senghor, Senegal, 2000

## Werke
- 2001: Retour d'un si long exil
- 2003: Primeur, poèmes de jeunesse
- 2004: Le Fabuleux Tour du monde de Raby
- 2005: Je découvre l'ordinateur
- 2005: Cytor & Tic Tic naviguent sur la toile
- 2008: Les petits chercheurs
- 2010: Cirque de Missira et autres nouvelles